# Nepeta lamiifolia
Nepeta lamiifolia là một loài thực vật có hoa trong họ Hoa môi. Loài này được Willd. mô tả khoa học đầu tiên năm 1809.